# Burret (Ariège)
 Burret  es una población y comuna francesa, en la región de Mediodía-Pirineos, departamento de Ariège, en el distrito de Foix y cantón de Foix-Rural.
Se creó en 1833 a partir de Le Bosc.

## Demografía
| ... | ... | ... | ... | 525 | 504 | 522 | 532 | 466 | 480 | 494 | 447 | 442 | 431 | 431 | 431 | 441 | 418 | 415 | 414 | 303 | 263 | 204 | 156 | 115 | 49 | 26 | 16 | 12 | 31 | 18 | 22 | 38 |
| Para los censos de 1962 a 1999 la población legal corresponde a la población sin duplicidades (Fuente: INSEE [Consultar]) |     |     |     |     |     |     |     |     |     |     |     |     |     |     |     |     |     |     |     |     |     |     |     |     |    |    |    |    |    |    |    |    |